# Wataru Yoshizumi
Wataru Yoshizumi (吉住渉 Yoshizumi Wataru?) nació el 18 de junio de 1963 en Tokio, Japón. Es una dibujante de manga conocida por su exitosa obra Marmalade Boy.

## Biografía
Su verdadero nombre es Mari Kanai. Wataru comenzó estudiando en la prestigiosa universidad pública Hitotsubashi. Más tarde descubrió su habilidad como mangaka y decidió ingresar en la universidad de manga. En 1984 debutó en la editorial Shūeisha, en la revista Ribon, donde ha publicó una historieta corta titulada Radical Romance.

## Trayectoria profesional
Comenzó con historias cortas y sencillas, algunas de las cuales fueron posteriormente recopiladas en el tomo llamado Quartet Game por la misma editorial. Consta de tres historias: la primera es Quartet Game, la segunda llamada Another Day y la última Heart Beat, publicado en 1988.
En noviembre de 1988 Wataru publicó su primera obra larga llamada Handsome na kanojo, este trabajo logró saltar a la fama entre los lectores de la revista Ribon. Se hizo una adaptación al anime en formato OVA en 1991, por Ribbon Video.
En 1992 publicó su siguiente obra, con la que lograría fama mundial, Marmalade Boy (conocida en España como La familia crece). El manga finalizó en 1995 y contó con un anime se creado en 1994 por Toei Animation y dirigido por Akinori Yabe, emitido por TV Asahi. En Europa la serie se transmitió con éxito en diversos países, como en España, por la cadena La 2, y en Italia. La serie también alcanzó gran popularidad en Estados Unidos. En América Latina la serie se emitió en Chile en 2004, por Chilevision y por el canal de cable etc...TV, en 1995 se lanzó una película bautizada como el capítulo cero, una especie de precuela, en esta cinta se relata antes del manga y anime cuando se cruzan sus caminos la protagonista Miki y Yuu; en 2002 la cadena de televisión coreana CTS hizo un dorama con el mismo nombre, consta de 16 episodios. En junio de 1995, la serie lanzó un videojuego en dos formatos: Super Famicon y en Game Boy, solo para Japón, diseñado por la compañía Bandai.
En 1996 crea Kimi Shika Iranai conocido en español como Solamente tú, en 1997 Mint na Bokura conocido como Somos chicos de menta, en el 2000 Random Walk y en 2002 publica Ultra Maniac, que cuenta con una adaptación en formato anime en 2003, transmitido por la cadena Animax, y un OVA en 2002. Wataru ha ido mejorando con los años hasta llegar al punto de convertirse en una de las autoras shōjo de más éxito del cómic japonés.
En marzo de 2013 empezó la secuela de la serie Marmalade Boy, titulada Marmalade Boy Little, esta serie trata de los hermanos de Miki y Yuu, se llaman Ritsuka Matsuura y Saku Koishikawa. La serie se encuentra actualmente en publicación de forma mensual en la revista japonesa Cocohana, por la editorial Shūeisha. En octubre de 2015, Planeta Cómics empieza a publicar en España Marmalade Boy Little.

## Vida personal
Sus aficiones son: viajar, el arte, la artesanía, las flores y el tenis (muy marcado en casi todos sus mangas). Además, es fan de The Powerpuff Girls y es alérgica al polen de cedro. Es admiradora de la banda Dreams Come True.
Entre sus amistades se encuentran otras reconocidas mangakas: Ai Yazawa (autora de Paradise Kiss y Nana) y Naoko Takeuchi (autora de la célebre Sailor Moon).

## Obras
- Radical Romance (1984)
- Heart Beat
- Another Day (1987)
- Tenshi no bôken (1987)
- Quartet Game (1988)
- Green Eyes
- Handsome na kanojyo (1988)
- Marmalade Boy (La Familia Crece) (1992)
- Kimishima Iranai (Solamente tú) (1996)
- Mint na bokura (Somos chicos de menta) (1998)
- Random Walk (2000)
- Ultra Maniac (2002)
- Datte suki nan damon (Porque me gustas)
- Baby it's you
- Happiness
- PXP (One-shot)
- Spicy Pink (2007)
- Cherish (2008)
- Capuccino (2009)
- Chitose etc. (2010)
- Marmalade Boy Little (2013)
- Caramelo, Canela y Palomitas (2023)